# لاري فوناسير
لاري فوناسير (بالتاغالوغية: Larry Fonacier)‏ مواليد 13 مايو 1982 في كيزون، هو لاعب كرة سلة فلبيني. بدأ مسيرته الاحترافية في سنة 2005. يلعب مع فريق تي إن تي كاتروبا في الرابطة الفلبينية لكرة السلة. يحمل الرقم 12. يبلغ طوله 6 قدم 2 بوصة (1.9 م). مثّل منتخب بلاده. حقق المركز الثاني في بطولة أمم آسيا لكرة السلة 2013.

## المسيرة الاحترافية
لعب مع سان ميغيل بيرمن في موسم 2007–2008، ثم لعب مع ألاسكا أيسز من سنة 2008 إلى 2010، ثم لعب مع تي إن تي كاتروبا في سنة 2010.

## الميداليات
| الميدالية | المسابقة                       |
| --------- | ------------------------------ |
| فضية      | بطولة أمم آسيا لكرة السلة 2013 |